# Salone dell'automobile di Bruxelles
Il Salone dell'automobile di Bruxelles è un salone dell'automobile che si svolge con cadenza biennale a Bruxelles dal 1902.

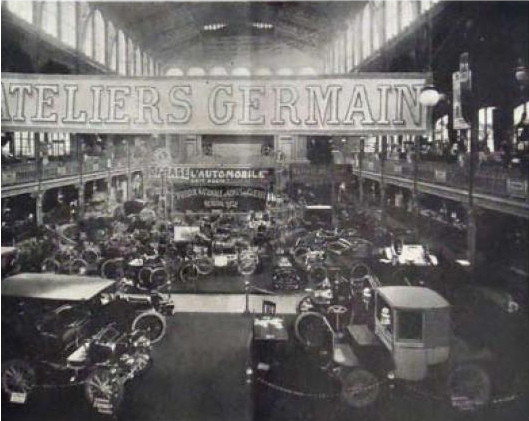
Foto del salone di Bruxelles nel 1902

È organizzato dalla FEBIAC e programmato dalla Organizzazione internazionale di costruttori di veicoli a motore.

## Storia
Il salone venne organizzato per la prima volta nel 1902 nel Parco del Cinquantenario nella Regione di Bruxelles-Capitale.
Non si tenne tra il 1915 ed il 1918 a causa dello scoppio della prima guerra mondiale. Nel 1937 l'area espositiva divenne troppo piccola per l'evento, che fu così trasferito presso lo Eeuwfeestpaleizen. Tra il 1940 ed il 1948 non venne organizzato a causa della seconda guerra mondiale. Infine nel 1957, 1958 e nel 1959 non si tenne, essendo in contemporanea all'Expo 1958. A partire da quella data il salone si tenne presso l'Heysel Plateau. L'edizione del 2021 e quella del 2022 sono state cancellate a causa della pandemia COVID-19.